# Mormia maderensis
Mormia maderensis és una espècie d'insecte dípter pertanyent a la família dels psicòdids que es troba a l'illa de Madeira (Portugal).